# 봉산암군
봉산암군은 올리고세에 관입한 것으로 추정되는 킴벌라이트 암군이다.

## 개요
봉산암군은 평남분지의 봉산, 성천, 강동, 상원, 연산, 수안, 회창지방과 낭림육괴의 남서부 운전, 박천지방에 분포하고 있는 초염기성 관입암체로 통상이나 맥상의 킴벌라이트이다.
성천, 강동, 상원, 연산 지방의 봉산암군 관입체는 1960년 축척 1:20만 도폭 조사 시 제 4기 하세의 회령암군으로 기재되었고 봉산지방의 관입체는 1970년 황해북도조사측량대에서 처음으로 발견하였다. 운전, 박천지방의 관입체들은 1974년-1976년 운전지질탐사대에서 찾고 시추탐사를 실시하였다. 이후 1977년-1981년에 중앙광물자원조사단에서 봉산과 운전, 박천지방의 관입체들에 대해 연구하였다.
이러한 연구들이 이어지는 중 1979년 전국 지질탐사부문 과학토론회에서 제 4기 하세 회령암군에 소속시켰던 이러한 관입체들을 봉산암군으로 따로 갈라내고 그 시대를 올리고세로 보기로 하였다.
봉산암군의 형성시대를 올리고세로 보는 근거는 다음과 같다.
1. 봉산암군의 통상체들이 백악기의 박천통과 올리고세의 봉산통을 관입함.
2. 한반도의 올리고세 염기성암장분출활동이 안주-개천지방에 있었음.
3. 봉산암군의 통상채와 맥상체들이 여러 번 활동한 단열대에 치우쳐있음.
4. 러시아, 중국에 백악기 말-제3기에 생긴 유리휘석감람암과 자갈운모감람암들이 분포함.

## 특징

### 봉산지방
봉산지방의 관입암체는 통 형으로 나타나며 봉산군 천덕리 고려동골짜기 어귀 오른쪽 기슭에 드러나있다.
지체구조적으로 보면 이 지방의 봉산암군 관입암체들은 평남분지의 중부-사리원-서흥요합대의 정방산배사와 욱천향사 사이의 단열대에 놓여있다. 봉산지방에는 2개의 통상체-봉산 1호, 봉산 2호 - 가 드러나있다.
이 통상체들은 직현통 안심령층의 석회질녹니석편암과 사당우통 탄산염암석을 뚫었고 시추한 결과 심부에서는 봉산통을 뚫었을 뿐 아니라 갈탄을 포함하는 봉산통암석을 포로하고 있다.
봉산 1호 통상체는 평면에서 거의 동서로 늘어진 타원모양인데, 길이는 60 m 이고 너비는 35 m이다. 밑으로 내려갈수록 이 통상체는 점차 좁아진다. 이 통상체의 남쪽경계면은 거의 수직이나 북쪽경계는 통상체쪽으로 40-50˚ 비탈져있다. 이 통상체는 분출폭발형암체로, 이 암석 안에는 퇴적암과 화성암, 습곡기반의 변성암의 자갈들이 많이 들어있다. 봉산 1호 통상체는 주로 자갈유리휘석감람암과 방해석충진물이 살구씨모양으로 들어있는 자갈유리휘석감람암 및 유리휘석감람암질각력암으로 되어있다.
봉산 2호 통상체는 봉상 1호 통상체로부터 남쪽으로 100 m 떨어진 곳에 있다. 이 통상체는 평면에서 둥근 모양인데 그 크기는 제 4기층이 덮인 구역까지 합하여 400 m X 500 m이다. 이 통상체는 북쪽에서 안심령층의 석회직녹니석편암을 뚫었는데 배태암층과의 경계면은 암체쪽으로 70-80˚ 비탈져있다. 통상체는 남쪽에서 사당우통 탄산염암을 뚫었는데 그 경계면은 거의 수직이다. 봉산 2호 통상체는 주로 유리휘석감람암질각력암으로 되어 있으며 드물게 암체 안에는 두께가 1-2 m 인 자갈유리휘석감람암맥이 있다.
이 두 암체는 여러 차례 분출폭발·관입하였으며 밑으로 내려가면서 하나로 합쳐질 것으로 짐작된다.
자갈유리휘석감람암에 들어있는 자갈의 양은 5-10%이며 자갈유리휘석감람암질각력암의 자갈 양은 50-70%인데 자갈들은 주로 화성암(순감람암, 복휘석감람암, 휘장휘록암, 유리휘석감람암, 화강암)과 변성암(화강편마암, 운모편암, 규암, 견운모석회질편암, 고회암, 석회암, 이회암)이다.

### 박천-운전지방

#### 박천지구
박천지구의 통상체와 맥상채들은 박천군 기송리와 상양리에 알려져있다. 이들은 청천강 단열대의 둘레에 드러나있다. 박천지구의 통상체 5개 중 4개는 기송리, 1개는 상양리에 있다.
기송리 일대의 통상체들은 낭림층군 혼성암과 연화산암군 조립반상변정흑운모화강암과의 구조접촉부에 치우치면서 주로 혼성암 가운데 놓여있다. 상양리의 통상체와 맥암들은 낭림층군 혼성암과 안돌암군 변휘장암 가운데에 드러나있다.
기송리 일대의 통상체는 평면에서 불규칙한 계란모양을 하고 있는데 그 크기는 10-80 m이며 제4기층으로 덮인 구역까지 합치면 20-160 m이다.
박천지구 통상체는 자갈유리휘석감람암으로 되어 있는데 자갈과 그를 고결한 석기로 되어있다. 자갈 함량은 5-10%인데 화성암자갈이 대부분으로 화성암자갈은 매끈한 둥근 형태이지만 변성암자갈은 불규칙한 조각이다. 그 크기는 수 mm - 수 cm이다.

#### 운전지구
운전지구의 자갈유리휘석감람암은 박천분지 안의 서쪽에 드러나있는데 암맥형태로 나타난다. 운전군 대연리와 보석리 봉덕동 일대에 드러나있는데 대연리의 것은 지표에서는 여러 개의 맥으로 나타나나 밑으로 내려가면 하나의 통상체로 합쳐진다.

### 강동-상원-연산-수안지방
강동지구 자갈유리휘석감람암맥들은 상동리와 흑령로동자구 일대에 10개 이상 나타나고 있다. 이 암맥들은 남강단열대와 상등-강동단층 가까이에 몰려있으며 고풍통과 만달통 석회암, 고회암을 뚫었다.
상원지구에서는 통상체와 비슷한 암석들이 알려져 있는데 통상체 둘레에는 많은 암맥들이 있다. 상원지구의 자갈유리휘석감람암 암맥들은 직현통 석회질견운모편암과 사당우통 탄산염암들을 뚫었다.
연산지구에서는 연산군 대산리 한티에 한 개의 유리휘석감람암의 통상채, 반천리, 방정리. 상원군 수산리 일대에 유리휘석감람암 암맥들이 알려져있다. 이들은 황주계 중화통과 흑교통의 녹니석편암과 무진통, 고풍통의 탄산염암을 뚫었다.

## 참고 문헌
- 조선지질구성 (5). 홍군진 외. 공업출판사, 1990